# Ceratosolen mysorensis
Ceratosolen mysorensis är en stekelart som beskrevs av Joseph 1953. Ceratosolen mysorensis ingår i släktet Ceratosolen och familjen fikonsteklar. Inga underarter finns listade i Catalogue of Life.